# Noël Santon
Noëla Le Guiastrennec dite Noël Santon, est une femme de lettres française, poétesse, romancière, plasticienne et créatrice de revue littéraire, née le 23 mai 1900 à Saint-Julien-de-l'Escap et morte le 4 janvier 1958 à Saint-Jean-d'Angély.

## Biographie
Noëla Le Guiastrennec, née dans une famille relativement aisée, est l'auteure d'une cinquantaine d'ouvrages publiés sous de nombreux pseudonymes masculins, parmi lesquels Noël Santon, Noël de Guy, Julien Lescap, Jean d’Angéry, Julien Voultonne, Jean Clairsange, Paul Daubigné, Pierre-Léon Dusouchet, Franck Romano, à l'exception d'un seul, fémininisé, Noëla de Guy (1927). Un grand nombre de ces romans-ci sont publiés aux éditions J. Ferenczi (1929-1940).
Son père meurt durant la Grande Guerre. Noëla vit aux côtés de sa mère à Saint-Jean-d'Angély jusqu'à la mort de celle-ci, en 1935.
Elle est également peintre, graveur, historienne, relieuse et musicienne. Considérée comme une femme libre, elle fume, conduit sa propre voiture automobile, reste célibataire, à une époque où ces choses étaient encore inhabituelles dans la société française.
Noëla est aussi traductrice, sous le pseudonyme Jean Clairsange, notamment de Emilio Salgari (italien), Luigi Motta (italien), Fenimore Cooper (anglais) (comme The pioneers en 1928) et Capitaine Mayne-Reid (anglais).
Durant les années 1920, elle se lie d'amitié avec Louis Audouin-Dubreuil et Rachilde.
Après une première revue, L'Oiseau bleu, assez confidentielle publiée en 1923-1924, elle fonde et anime la revue littéraire Corymbe en 1931. Une maison d'édition sous ce nom suit dans la foulée. La structure éditoriale disparaît en 1940. Au total, 260 ouvrages ont été publiés, certains illustrés de bois gravés par ses soins.
En 1953, la mairie de Saint-Jean-d'Angély la recrute comme bibliothécaire.
Elle meurt le 4 janvier 1958 dans sa ville de résidence, des suites d'un accident automobile.

## Principaux écrits

### Sous le pseudonymeNoël Santon[4]
- Des heures qu’on oublie pas, les temps étranges (mai-côtoyer 1940), 194x, édition: Brisson Éditeurs

- Saint-Jean sous la botte, 1947, édition: Brisson Éditeurs

- Charente-Maritime zone Est, histoire de la Résistance dans l’Arrondissement de St-Jean-d’Angely 1942-1944, 1946, édition: Brisson Éditeurs

- Les batailles de Saintonge, dernières batailles de France (Août 1944 - Août 1945),1946 , édition : Brisson éditeurs. Récit publié dans L’Angérien Libre du 31 mai 1947 au 28 mai 1948

### Sous le pseudonymeJean Clairsange[4]
- Le Secret de la pocharde
- La vie répare, 1924
- Pauvre Comédien, 1924
- Erreur de passion, 1924
- La Fatale Écriture, 1925
- La Vraie Coupable, 1925
- O mon beau rêve !, 1925
- Plus noble, 1925
- Le Sceau sur les lèvres, Le Livre de Poche Tallandier no 144, 1926
- L'Or de Guadalcanar, Livre national-Aventures et Voyages no 95, 1926
- Pour sauver l'infidèle, dramatique roman d'amour, 1926
- ar l'amour, au delà de la faute !, dramatique roman d'amour, 1926
- Noblesse oblige !, 1926
- Malgré l'infamie..., dramatique roman d'amour,1926
- Empoisonneuse, 1926
- Pourquoi désespérer ?..., dramatique roman d'amour, 1926
- La Bagne perdu, 1926
- Les Lèvres scellées, 1927
- La Tendresse surprise, 1927
- Sous la haine implacable, 1927
- Les paroles trompent, 1927
- L'Exorcisme d'amour, 1928
- Venin de haine, 1928
- Quand l'amour veille, 1929
- Chanson d'adieu... Chanson d'amour !,1929
- Sur la Terre interdite, 1930
- Entre deux passions, 1930
- Âmes de ténèbres !, 1930
- Le Connétable de Chester, 1931
- Écoppé dans sa tendresse, 1931
- Terre des sortilèges, 1931
- Le Plus Cher Trésor, 1931
- Pour le sauver !,1931
- La Nuit des cœurs, Le Livre populaire, 1932
- Parfois, le cœur défaille, 1932
- Les Pirates de l'ivoire, 1932
- Le Talisman du Mahatma, 1932
- La Tendresse qui sauve, 1932
- Amour, loi suprême, 1932
- Oiseaux de proie, 1933
- Les Mystères du mas perdu, 1933
- Quand la passion renaît,1934

### Sous le pseudonyme de Jacques Chanteuges
- La Marque ineffaçable, 1931